# تاتسويا سوزوكي (لاعب كرة قدم مواليد 1993)
تاتسويا سوزوكي (باليابانية: 鈴木 達也) (مواليد 8 يوليو 1993)، هو لاعب كرة قدم ياباني سابق كان يلعب كمدافع.

## وصلات خارجية
- تاتسويا سوزوكي (1993) على موقع رابطة كرة القدم اليابانية للمحترفين (اليابانية)
- تاتسويا سوزوكي (1993) على موقع قاعدة بيانات كرة القدم.إي يو (الإنجليزية)
- تاتسويا سوزوكي (1993) على موقع Soccerway.com (الإنجليزية)